# 弗雷斯 (上索恩省)
弗雷斯（法語：Fresse，法語發音：[fʁɛs]）是法国上索恩省的一个市镇，属于吕尔区。

## 地理
弗雷斯（47°45'27"N, 6°39'26"E）面积27.15 平方千米，位于法国勃艮第-弗朗什-孔泰大區上索恩省，该省份为法国东部内陆省份，北起顺时针与孚日省、贝尔福地区省、杜省、汝拉省、科多尔省和上马恩省接壤。
与弗雷斯接壤的市镇（或旧市镇、城区）包括：泰尔尼艾-默莱和圣伊莱尔、普朗谢莱米讷、龙尚、圣巴泰勒米、塞尔旺斯-米耶兰。

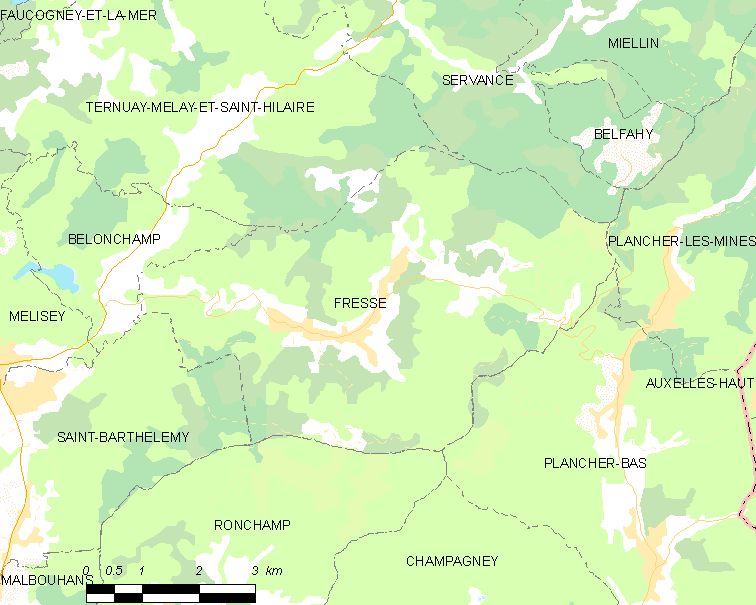
的OSM定位图

弗雷斯的时区为UTC+01:00、UTC+02:00（夏令时）。

## 行政
弗雷斯的邮政编码为70270，INSEE市镇编码为70256。

## 政治
弗雷斯所属的省级选区为梅利塞县。

## 人口

1962-2008年间人口变化图示

弗雷斯于2022年1月1日时的人口数量为695人。